# Arbeitsgericht Krefeld
Das Arbeitsgericht Krefeld, ein Gericht der Arbeitsgerichtsbarkeit, ist eines der 30 nordrhein-westfälischen Arbeitsgerichte. Bei ihm sind fünf Kammern gebildet.

## Gerichtssitz und -bezirk
Das Gericht hat seinen Sitz in Krefeld am Preußenring 49.
Das Arbeitsgericht Krefeld ist örtlich zuständig für Rechtsstreitigkeiten aus der Stadt Krefeld und dem Kreis Viersen.
Die sachliche Zuständigkeit ergibt sich aus dem Arbeitsgerichtsgesetz.

## Übergeordnete Gerichte
Dem Arbeitsgericht Krefeld sind das Landesarbeitsgericht Düsseldorf und im weiteren Rechtszug das Bundesarbeitsgericht übergeordnet.

## Geschichte
Gemäß Arbeitsgerichtsgesetz vom 23. Dezember 1926 wurden in Deutschland Arbeitsgerichte gebildet. Diese waren nur in der ersten Instanz organisatorisch selbstständige Gerichte, die Landesarbeitsgerichte waren den Landgerichten zugeordnet. Am Landgericht Krefeld entstand so 1927 das Landesarbeitsgericht Krefeld als eines von vier Landesarbeitsgerichten im Bezirk des Oberlandesgerichtes Düsseldorf. In Krefeld entstand das Arbeitsgericht Krefeld. Sein Sprengel umfasste die Bezirke der Amtsgerichtes Kempen, Krefeld, Lobberich und Uerdingen, außer dem Teil von Rheinhausen, der zum Amtsgericht Uerdingen gehörte. Es bestand jeweils eine Kammer für Arbeiter, für Angestellte und für Handwerk.
Nach der Besetzung Deutschlands durch die Alliierten wurden 1945 zunächst alle Gerichte geschlossen. Die ordentlichen Gerichte wurden schon bald wieder eröffnet, während die Arbeitsgerichte zunächst nicht wieder eingerichtet wurden, so dass arbeitsgerichtliche Streitigkeiten von den ordentlichen Gerichten erledigt werden mussten. Gemäß Kontrollratsgesetz 21 vom 30. März 1946 sollten in Deutschland Arbeitsgerichte aufgebaut werden. Das Arbeitsgericht Krefeld entstand so neu.